# Liste der Abgeordneten zum Salzburger Landtag (15. Gesetzgebungsperiode)
- SPÖ: 9
- GRÜNE: 7
- STRONACH: 3
- ÖVP: 11
- FPÖ: 6

Diese Liste der Abgeordneten zum Salzburger Landtag (15. Gesetzgebungsperiode) listet alle Abgeordneten zum Salzburger Landtag (Stand: 15. April 2017) während der 15. Gesetzgebungsperiode auf.

## Geschichte
Nach der Landtagswahl 2013 entfielen 11 der 36 Mandate auf die Österreichische Volkspartei (ÖVP), 9 auf die Sozialdemokratische Partei Österreichs (SPÖ), 7 Mandate auf Die Grünen – Die Grüne Alternative (Grüne), 6 auf die Freiheitliche Partei Österreichs (FPÖ) und 3 Mandate auf Team Stronach.
Die Gesetzgebungsperiode begann mit der Angelobung des Landtags am 19. Juni 2013.

## Funktionen

### Landtagspräsidenten
- Brigitta Pallauf (ÖVP), Landtagspräsidentin bis 31. Jänner 2018; Josef Schöchl (ÖVP), Landtagspräsident seit 31. Jänner 2018[2]
- Gudrun Mosler-Törnström (SPÖ), Zweite Präsidentin

### Klubobleute
- ÖVP-Landtagsklub: Gerlinde Rogatsch (bis 2015), Daniela Gutschi (seit 2015)
- SPÖ-Landtagsklub: Walter Steidl
- Die Grünen: Cyriak Schwaighofer
- FPÖ-Landtagsklub: Karl Schnell
- TSS-Landtagsklub: Helmut Naderer

### Landtagsabgeordnete
| Name                    | Bild | Fraktion | Fraktion  | Anmerkung                                                                                           |
| ----------------------- | ---- | -------- | --------- | --------------------------------------------------------------------------------------------------- |
| Ablinger-Ebner Waltraud |      |          | ÖVP       | seit 31. Jänner 2018, Nachrückerin durch den Wechsel von Brigitta Pallauf in die Landesregierung    |
| Bartel Michaela Eva     |      |          | ÖVP       | seit 4. Februar 2015, Nachfolgerin von Gerlinde Rogatsch                                            |
| Blattl Rosemarie        |      |          | FPÖ       | bis 7. Juli 2015, Nachfolger Markus Steiner                                                         |
| Brand Gerd              |      |          | SPÖ       | seit 18. März 2015, Nachfolger von Andreas Haitzer                                                  |
| Essl Lukas              |      |          | FPS       | zuvor FPÖ                                                                                           |
| Fuchs Rupert            |      |          | GRÜNE     | |
| Fürhapter Gabriele      |      |          | ÖVP       | bis 7. Jänner 2016 Mitglied des Team Stronach Abgeordnete bis 30. Jänner 2018, Nachfolger Mayr Hans |
| Gutschi Daniela         |      |          | ÖVP       | |
| Haitzer Andreas         |      |          | SPÖ       | bis 17. März 2015, Nachfolger Gerd Brand                                                            |
| Hirschbichler Adelheid  |      |          | SPÖ       | |
| Hofbauer Simon          |      |          | GRÜNE     | |
| Humer-Vogl Kimbie       |      |          | GRÜNE     | |
| Jöbstl Martina          |      |          | ÖVP       | |
| Klausner Sabine         |      |          | SPÖ       | seit 20. Dezember 2017, Nachfolgerin von Othmar Schneglberger                                       |
| Konrad Otto             |      |          | parteilos | am 17. November 2015 aus dem Team Stronach ausgetreten                                              |
| Lindner Angela          |      |          | GRÜNE     | |
| Mayer Wolfgang          |      |          | ÖVP       | |
| Mayr Hans               |      |          |           | Landesrat bis 30. Jänner 2018, Abgeordneter ab 31. Jänner 2018 statt Gabriele Fürhapter             |
| Mete Tarik              |      |          | SPÖ       | von 3. Februar bis 13. Dezember 2016, Karzenvertretung von Nicole Solarz                            |
| Meisl Roland            |      |          | SPÖ       | |
| Mosler-Törnström Gudrun |      |          | SPÖ       | |
| Naderer Helmut          |      |          | TEAM      | |
| Neuhofer Theresia       |      |          | ÖVP       | |
| Obermoser Michael       |      |          | ÖVP       | |
| Pallauf Brigitta        |      |          | ÖVP       | bis 31. Jänner 2018, Wechsel in die Landesregierung                                                 |
| Rogatsch Gerlinde       |      |          | ÖVP       | bis 3. Februar 2015, Nachfolgerin Michaela Eva Bartel                                               |
| Riezler-Kainzner Ingrid |      |          | SPÖ       | |
| Rothenwänder Ernst      |      |          | FPS       | zuvor FPÖ                                                                                           |
| Sampl Manfred           |      |          | ÖVP       | |
| Scharfetter Hans        |      |          | ÖVP       | |
| Scheinast Josef         |      |          | GRÜNE     | |
| Schmidlechner Karl      |      |          | SPÖ       | |
| Schneglberger Othmar    |      |          | SPÖ       | bis 19. Dezember 2017, Nachfolgerin Sabine Klausner                                                 |
| Schnell Karl            |      |          | FPS       | zuvor FPÖ                                                                                           |
| Schnitzhofer Johann     |      |          | ÖVP       | |
| Schöchl Josef           |      |          | ÖVP       | |
| Schwaighofer Cyriak     |      |          | GRÜNE     | |
| Sieberth Barbara        |      |          | GRÜNE     | |
| Solarz Nicole           |      |          | SPÖ       | bis Februar 2016 und ab Dezember 2016, Karenzvertretung Tarik Mete                                  |
| Steidl Walter           |      |          | SPÖ       | |
| Steiner Markus          |      |          | FPS       | seit 8. Juli 2015, Nachfolger von Rosemarie Blattl                                                  |
| Steiner-Wieser Marlies  |      |          | ohne Klub | seit 16. Juni 2015 Abgeordnete ohne Klubzugehörigkeit, zuvor FPÖ                                    |
| Wiedermann Friedrich    |      |          | FPS       | zuvor FPÖ                                                                                           |